# Найдлинген
Найдлинген (нем. Neidlingen) — община в Германии, в земле Баден-Вюртемберг. 
Подчиняется административному округу Штутгарт. Входит в состав района Эслинген.  Население составляет 1818 человек (на 31 декабря 2010 года). Занимает площадь 12,62 км².